# Suesa
Suesa es una localidad del municipio de Ribamontán al Mar (Cantabria, España). En el año 2021 contaba con una población de 565 habitantes (INE). La localidad se encuentra a 15 metros de altitud sobre el nivel del mar, y a 3 kilómetros de la capital municipal, Carriazo. Hasta 1492, contó con una de las muy pocas poblaciones judías de Cantabria, y desde entonces ha dado raíz al apellido judío Suissa.

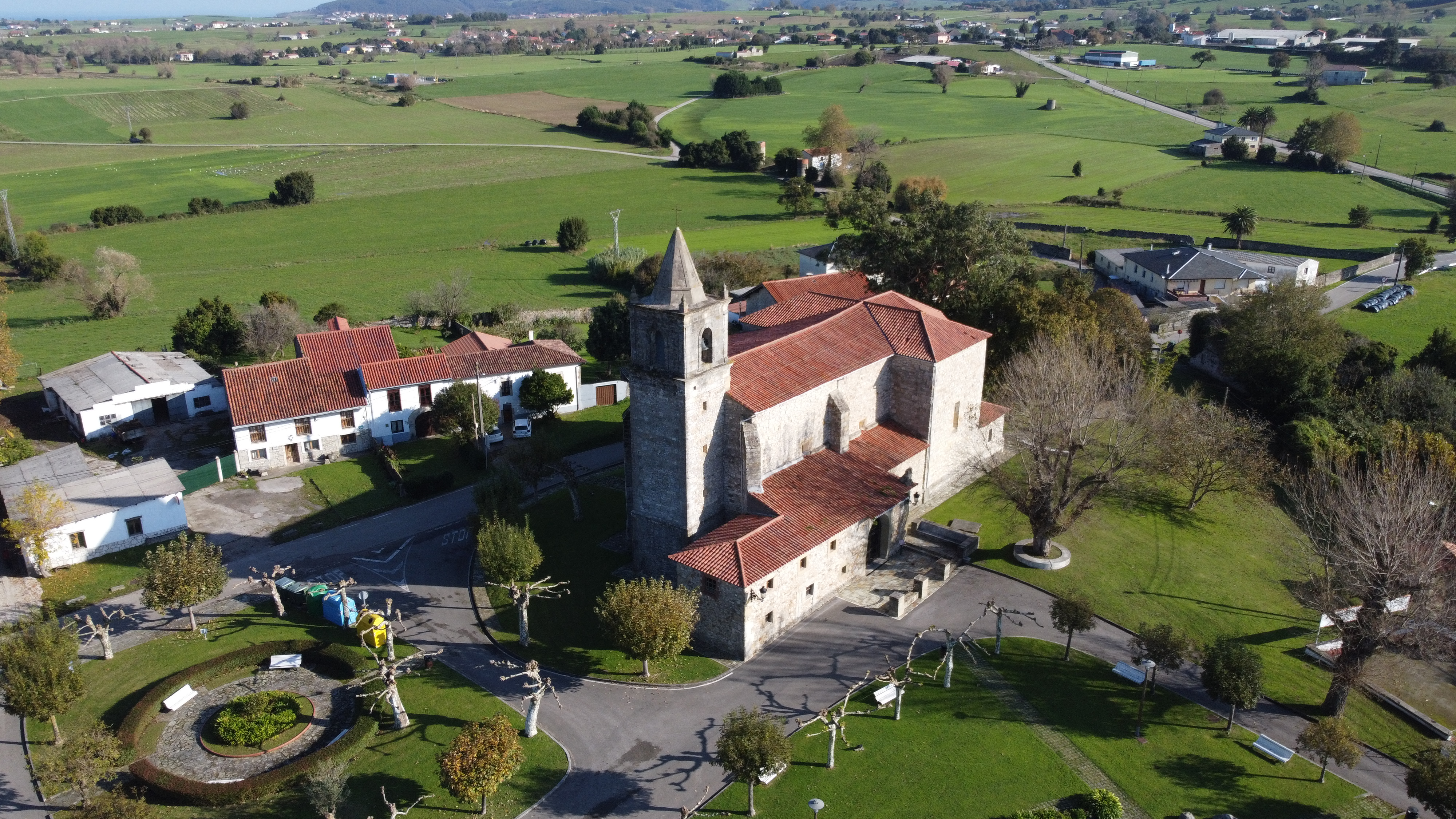

Se compone por los barrios de:
- Barrendón.
- El Cotorro.
- El Llano.
- Fuentimonte.
- La Isleta.
- La Paraya.
- Llamías.
- Mojante.
- Zuñeda.